# Seychelle-szigeteki paradicsom-légyvadász

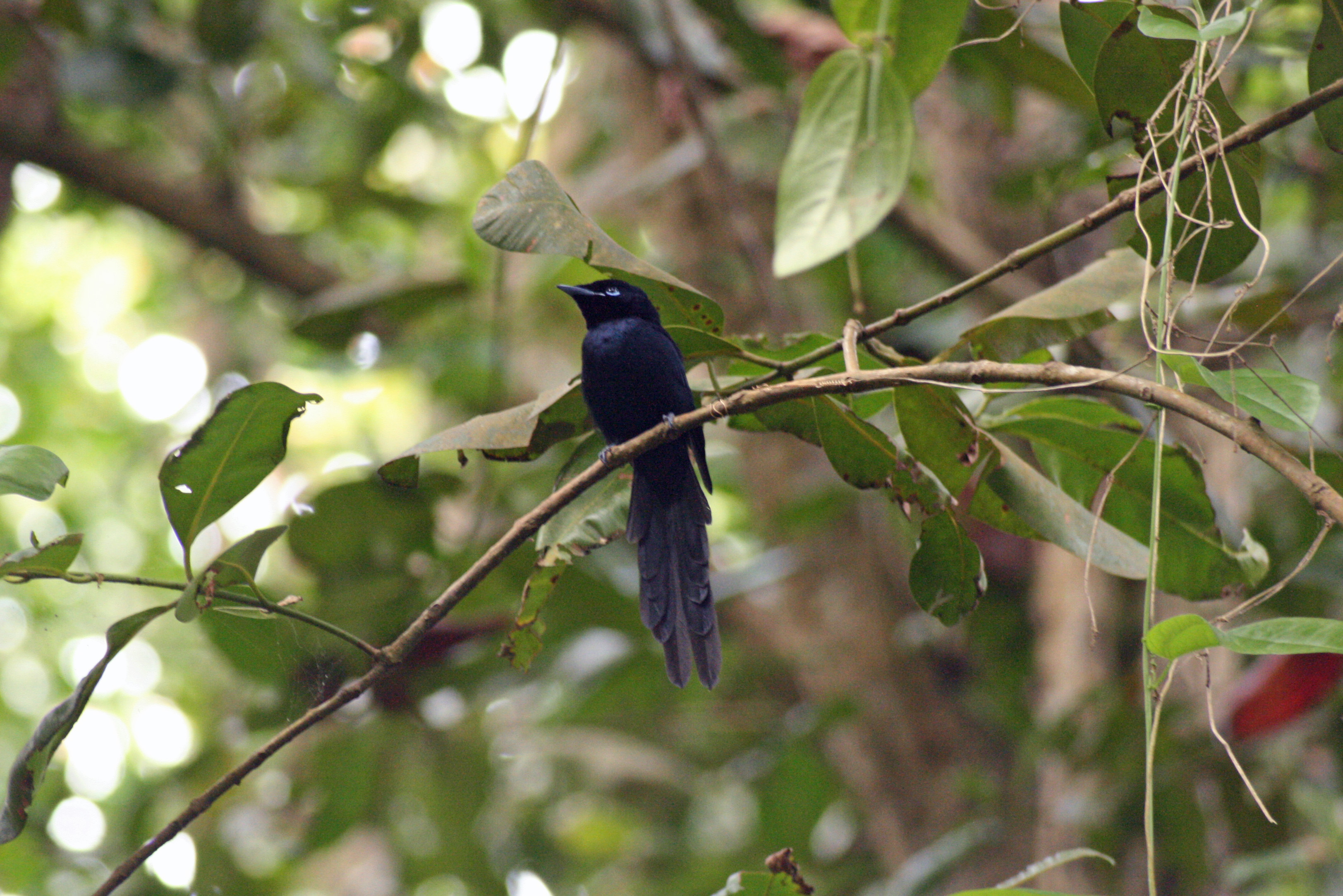

A Seychelle-szigeteki paradicsom-légyvadász (Terpsiphone corvina) a madarak osztályának verébalakúak (Passeriformes) rendjébe és a császárlégykapó-félék (Monarchidae) családjába tartozó faj.

## Előfordulása
A Seychelle-szigetek területén, sűrű Calophyllum erdőkben honos. Ma már csak La Digue szigetén él.

## Megjelenése
A hím testhossza 20 centiméter, ezen kívül van 2 közép faroktolla, amely elérheti a 30 centiméter hosszúságot. A tojó testhossza 16–18 centiméter beleértve a faroktollat is. A hím teljes teste fekete színű, mély kék ragyogással. A tojó testének felső része, szárnya, farka vöröses-barna színű. Teste alsó része halvány krémfehér. Lába, csőre kék színű.

## Életmódja
A táplálékul szolgáló rovarokat repülés közben kapja el. Ezen kívül táplálkozik még pókokkal, lárvákkal.

## Szaporodása
Ágakra épített, ovális tányér alakú fészke gallyakból, pálmarostból, pókhálóból épül.

## Természetvédelmi helyzete
A fajt 1860-ban fedezték fel Praslin szigetén. Itt 1950-ben látták utoljára, azután a szigetről kipusztult. Korábbi elterjedési területének nagy részéről is kihalt mára, így Curieuse szigetéről 1906-ban és Félicité szigetéről 1936-ban. A faj egyedül La Digue szigetén maradt fenn. Itt a populáció mélypontján, 1970-ben alig 50 madár maradt fenn csupán. 1978-ra számukat 70 és 80 közötti egyedre becsülték. 1981-ben létrehozták a szigeten a „La Digue Veuve Special Reserve” természetvédelmi területet. Azóta a példányszám lassan emelkedik. 1988-ban 90 és 100 egyed közöttire, 1995-ben 150 és 200 egyed közöttire becsülték a populációt. A 2000-es évi madárszámláláskor 139 párt számoltak össze. A madarak utolsó mentsvárának számító védett terület nagyságát 2002-ben 21 hektárral megnövelték.
Ezzel párhuzamosan megkezdődtek a faj korábbi előfordulási helyét jelentő szigeteken a macskák és patkányok kiirtására irányuló programok Denis, Curieuse és Frégate szigetén. 2005-ben engedték szabadon az első madarakat a ragadozómentessé tett Denis szigeten.
A faj megritkulásának fő oka az élőhelyek elvesztése. Az erdőirtások miatt nagyon megfogyatkoztak a „Calophyllum” fajok és a belőlük álló erdők. További veszélyeztető tényezők a turizmus okozta zavarás, az elvadult macskák és patkányok okozta állománycsökkenés és a Seychelle-szigeteken őshonos Seychelle-szigeteki bülbül (Hypsipetes crassirostris) általi fészekrombolás. Korábban a húscélú vadászat is jelentős veszélyeztető tényező volt, de ez a veszélyforrás mára gyakorlatilag megszűnt.

## Fordítás
- Ez a szócikk részben vagy egészben  a   Seychellen-Paradiesschnäpper című német Wikipédia-szócikk ezen változatának fordításán alapul.  Az eredeti cikk szerkesztőit annak laptörténete sorolja fel. Ez a jelzés csupán a megfogalmazás eredetét és a szerzői jogokat jelzi, nem szolgál a cikkben szereplő információk forrásmegjelöléseként.